# Hew Pike
Sir Hew William Royston Pike (Bentley, 24 aprile 1943) è un ex generale britannico, noto per la partecipazione alla guerra delle Falkland e per il suo periodo di comando in Irlanda del Nord.

## Istruzione e inizio carriera
Figlio di un ufficiale dell'esercito, William Pike studiò al Winchester College e alla Reale accademia militare di Sandhurst, prima di arruolarsi il 21 dicembre 1962 nel Reggimento Paracadutisti come sottotenente. Ha prestato servizio come comandante di plotone in Bahrein e ha partecipato all'emergenza di Aden. Il 21 giugno 1964 fu promosso tenente; il 21 dicembre 1968 capitano.
Per gran parte degli anni '70 ha prestato servizio in Irlanda del Nord e nel Regno Unito. Frequentò lo Staff College di Camberleyfu, ottenendo la promozione a maggiore il 30 giugno 1975, per essere quindi nominato maggiore di brigata della 16ª Brigata Paracadutisti.
Durante questo periodo l'unità subì una profonda riorganizzazione diventando la 6th Field Force. Pike fu in gran parte responsabile della stesura dello studio concettuale per la nuova struttura e anche della sua implementazione, cosa che richiedeva la cooperazione di altre unità dell'esercito e della Royal Air Force, così come il coordinamento con il quartier generale della NATO.
Per questa attività fu nominato Membro dell'Ordine dell'Impero Britannico (MBE) nel New Year Honours del 1978. Dal 1978 fu comandante di compagnia nel 3º Battaglione, The Parachute Regiment (3PARA). Pike fu promosso tenente colonnello il 30 giugno 1980, e divenne comandante del 3PARA. Il 6 ottobre 1981 venne menzionato nei dispacci per la sua attività di comando del battaglione mentre era in Irlanda del Nord.

## Guerra delle Falkland
Quando l'Argentina invase le Isole Falkland nel 1982, scatenando la guerra delle Falkland, il suo battaglione venne aggregato alla 3ª Brigata Commando. Sbarcò nella baia di San Carlos il 21 maggio. A causa della mancanza di elicotteri da trasporto, persi con l'affondamento della nave da trasporto Atlantic Conveyor, il battaglione dovette percorrere a piedi il difficile terreno. Il 3PARA fu impegnato in uno degli scontri più feroci della guerra, nella battaglia di Mount Longdon che si protrasse dalle 21:00 alle 7:00 del giorno successivo e dove subì gravi perdite riuscendo comunque a conquistare la cima.  Pike è stato insignito del Distinguished Service Order per il suo "esempio di coraggio e la sua leadership ispiratrice". L'onorificenza fu proposta dal comandante della brigata, il generale di brigata Julian Thompson, e "fortemente raccomandata" dagli altri comandanti senior, il maggiore generale Jeremy Moore, il tenente generale Sir Richard Trant e l'ammiraglio Sir John Fieldhouse. Lasciò il comando del 3PARA nel 1983

## Carriera successiva
Pike ricoprì poi diverse funzioni prima nel I Corpo e poi presso la Scuola di Fanteria. Fu promosso colonnello il 30 giugno 1985, e brigadiere il 31 dicembre 1987. Dal 1987 al 1989 comandò la 22ª Brigata corazzata in Germania. Dopo aver frequentato il Royal College of Defence Studies fu promosso Maggiore Generale il 13 aprile 1992 e fu nominato Ufficiale Comandante Generale (GOC) della 3ª Divisione (UK) fino all'11 aprile 1994. Il 1º maggio 1994 fu nominato comandante della Reale accademia militare di Sandhurst. Il 1º aprile 1992 gli venne inoltre conferita la carica onoraria di colonnello comandante del corpo scolastico di armi leggere, ricoprendo tale incarico fino al 1º dicembre 1997. Il 1º luglio 1995 venne promosso tenente generale e nominato vice comandante in capo del Comando Terrestre e ispettore generale dell'Esercito Territoriale. Nel 1997 fu nominato Cavaliere Commendatore dell'Ordine del Bagno. Il 23 novembre 1997 è stato nominato Direttore delle Operazioni (DCOMOPS) della NATO SFOR in Bosnia ed Erzegovina. Dal 26 ottobre 1998 al 2000 è stato GOC e Direttore delle operazioni in Irlanda del Nord. Il 1º luglio 1999 è stato nominato colonnello onorario dei Royal Rifle Volunteers, Territorial Army, e ha ricoperto tale incarico fino al 1º settembre 2003. Andò in pensione con il grado di tenente generale il 14 marzo 2001.
Dopo il pensionamento scrisse storia della sua famiglia.

## Opere
- From the Front Line – Family Letters & Diaries: 1900 to the Falklands & Afghanistan, Pen & Sword (Barnsley), 2008. ISBN 978-1-84415-812-6.